# Maria Tesselschadeprijs
Maria Tesselschadeprijs (of MTPrijs) is de prijs genoemd naar Maria Tesselschade Roemers Visscher. De prijs bestaat sinds het 140-jarig jubileum van de vrouwenvereniging Tesselschade-Arbeid Adelt in 2011 en wordt iedere vijf jaar uitgereikt aan vrouwen die een rolmodel zijn voor andere vrouwen. Het gaat hierbij om vrouwen die ondanks tegenslagen, verdrukking of andere moeilijke omstandigheden zichzelf wisten te ontplooien waardoor zij economische onafhankelijkheid van zichzelf bereikten of voor anderen mogelijk hebben gemaakt. Genomineerden dienen aan het volgende profiel te voldoen:
- Sociaal en maatschappelijk bewogen
- Het vermogen gezin en werk te combineren
- Succesvol binnen haar professie
- Rolmodel voor andere vrouwen
- Heeft grenzen doorbroken

De prijs wordt door een jury van wisselende samenstelling gekozen uit vijf genomineerden. De winnaar ontvangt een bronzen beeld met de titel "Losmaken - loslaten" van de kunstenares Netty Werkman.
| Jaar | Winnares                 |                                        |
| ---- | ------------------------ | -------------------------------------- |
| 2016 | Lativa El Ouali          | Oprichtster Peutercollege in Rotterdam |
| 2011 | Willie Nentjes - van Urk | Oprichtster De Roos van Saron          |